# Kościół Świętej Rodziny w Chełmsku Śląskim
Kościół Świętej Rodziny – rzymskokatolicki kościół parafialny należący do dekanatu Kamienna Góra Zachód diecezji legnickiej.

## Historia

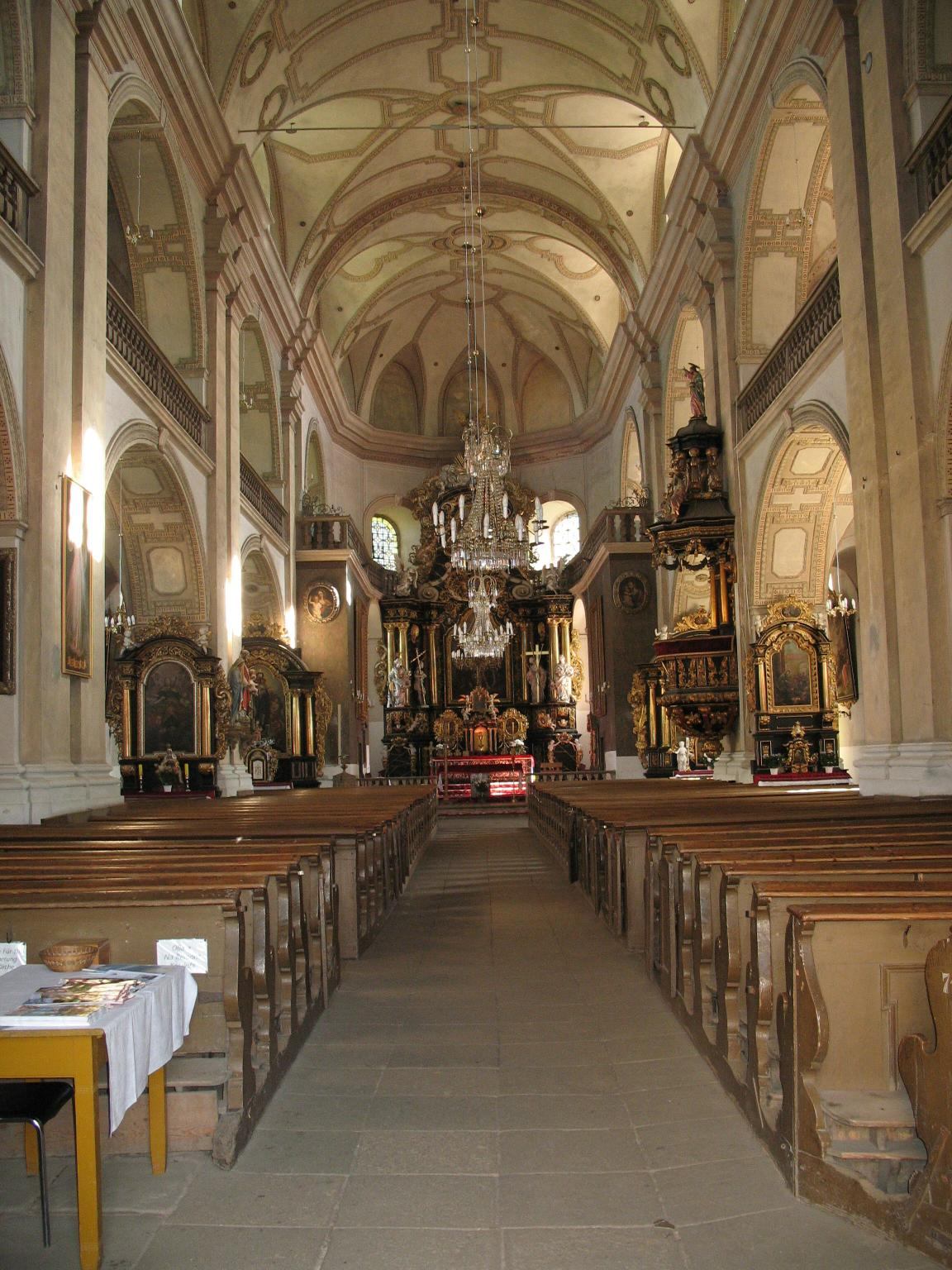
Nawa główna z prezbiterium

Świątynia była już wzmiankowana w 1343 roku. Obecna budowla w stylu barokowym została rozpoczęta w 1670 roku zapewne według projektu d'Allio i ukończona została w 1691 roku przez architekta konwentu krzeszowskiego Marcina Urbana. Kościół jest orientowany, murowany, wzniesiony z kamienia, trzynawowy i otoczony rzędami kaplic z emporami. Fasadę zachodnią akcentuje zsunięta z osi czworoboczna wieża, zwieńczona cebulastym hełmem z latarnią. Wnętrze nakryte jest sklepieniami kolebkowymi ozdobionymi bogatą, stiukową dekoracją geometryczno-roślinną. Ołtarze, pochodzące z przebudowywanego na początku XVIII wieku kościoła klasztornego w Krzeszowie, posiadają bogaty wystrój rzeźbiarski.
We wnętrzu zachowały się m.in. późnogotycka płaskorzeźba z Koronacją NMP z około 1500 r., późnorenesansowa Pietà z około 1650 r., barokowy polichromowany ołtarz główny (autorstwa Josepha Lachela) z umieszczonym w centralnym punkcie obrazem Świętej Rodziny namalowanym przez Felixa Schefflera i ołtarze boczne z około 1713 r., polichromowana ambona z 1686 r., prospekt organowy z XVIII w., zespół obrazów olejnych i rzeźb z XVIII w. oraz stacje Drogi Krzyżowej z 1751 r.